# 中の島公園 (福岡県みやま市)

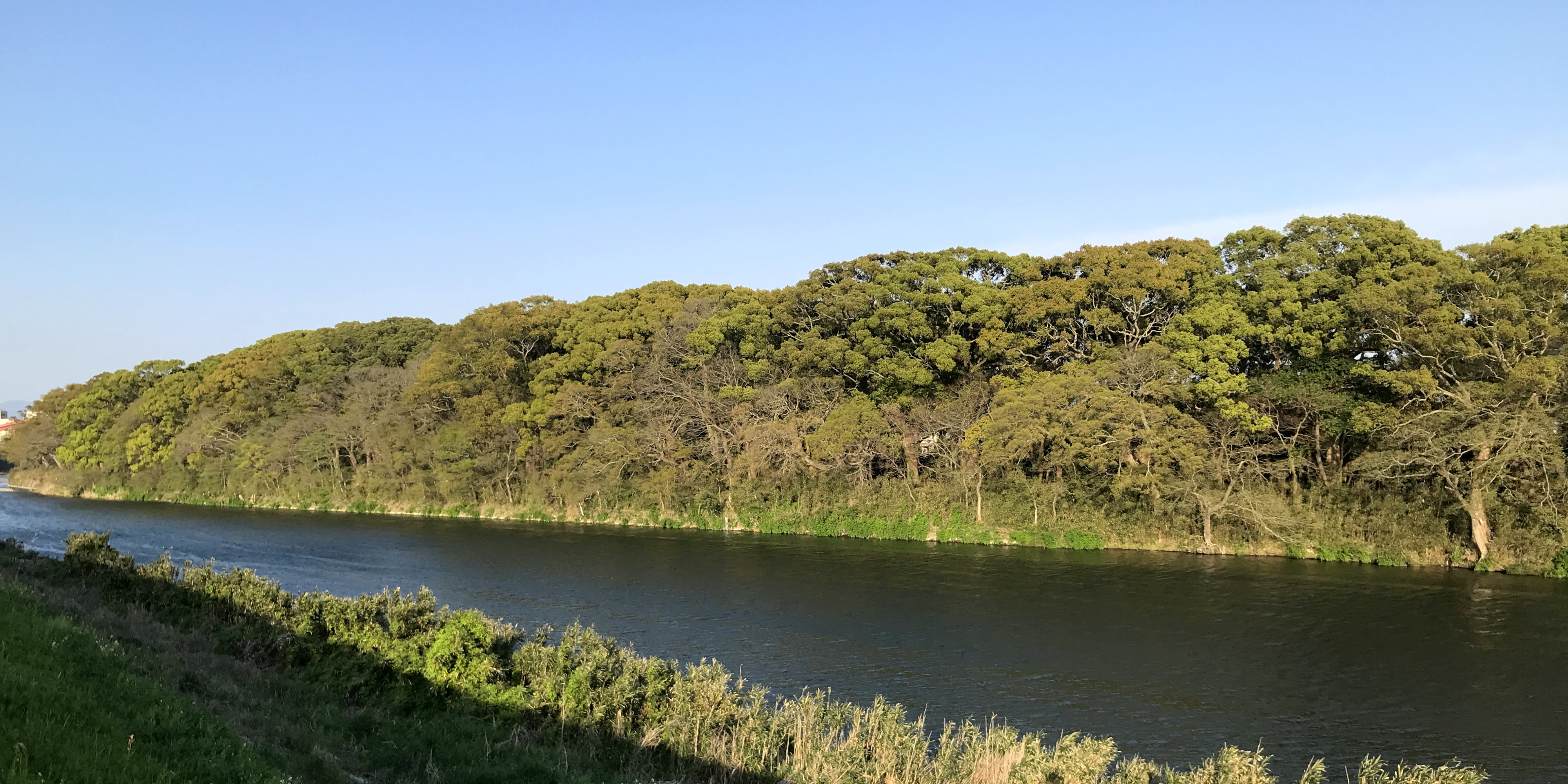
右岸堤防から見渡すクスノキ林

中の島公園（なかのしまこうえん）は福岡県みやま市瀬高町にある公園。公園のクスノキ林は国の天然記念物に指定されており、公園そのものはみやま市によって管理されている。

## 概要

### 位置
船小屋温泉（同県筑後市）と新船小屋温泉（みやま市）の間を流れる矢部川の中洲に位置する。片側の川は通常枯れ川となっている。行政区分上、公園全体が瀬高町。

### アクセス
- JR九州 九州新幹線・鹿児島本線 筑後船小屋駅より徒歩10分ほど
- 西鉄バス船小屋営業所より徒歩3分

### 近年の動き
- 船小屋温泉大橋の架け替え工事が完了した。

## 関連
- 公園全体が国の天然記念物「新船小屋のクスノキ林」に指定されている。
- 西側の筑後市とみやま市にまたがる地域に福岡県営の筑後広域公園が整備中。